# Інонго
Інонго (фр. Inongo) — місто і територія в Демократичній Республіці Конго. Адміністративний центр провінції Маї-Ндомбе.
Місто розташоване на березі озера Маї-Ндомбе, на висоті 335 м над рівнем моря. У 2010 році населення за оцінками становило 46 657 осіб. У місті є аеропорт.
У Вільній державі Конго, «особистому володінні» короля Бельгії Леопольда II, Інонго був одним з центрів видобутку каучуку.
Територія розділена на 3 райони:
- Басенгеле (Basengele)
- Боліа (Bolia)
- Інонго (Inongo)

## Клімат
Місто знаходиться у зоні, котра характеризується мусонним кліматом. Найтепліший місяць — квітень із середньою температурою 26.5 °C (79.7 °F). Найхолодніший місяць — липень, із середньою температурою 25.2 °С (77.4 °F).
| Клімат Інонго           | Клімат Інонго | Клімат Інонго | Клімат Інонго | Клімат Інонго | Клімат Інонго | Клімат Інонго | Клімат Інонго | Клімат Інонго | Клімат Інонго | Клімат Інонго | Клімат Інонго | Клімат Інонго | Клімат Інонго |
| Показник                | Січ.          | Лют.          | Бер.          | Квіт.         | Трав.         | Черв.         | Лип.          | Серп.         | Вер.          | Жовт.         | Лист.         | Груд.         | Рік           |
| Середня температура, °C | 25,9          | 26,3          | 26,4          | 26,5          | 26,4          | 25,8          | 25,2          | 25,6          | 25,7          | 25,9          | 25,6          | 25,7          | 25,9          |
| Норма опадів, мм        | 159.9         | 139.4         | 158.8         | 168           | 131.2         | 44.8          | 23.5          | 86.6          | 184.7         | 216.6         | 202.1         | 159.7         | 1675.3        |
| Днів з опадами          | 8,7           | 9,8           | 13,4          | 14,5          | 12,4          | 4,4           | 3,4           | 5,5           | 10,3          | 14,9          | 15,8          | 12,1          | 125,2         |
| Вологість повітря, %    | 81.7          | 79.8          | 80.1          | 79.2          | 79.7          | 80.6          | 78.6          | 78.1          | 79.5          | 79.7          | 80.3          | 82.1          | 80            |
| ----------------------- | ------------- | ------------- | ------------- | ------------- | ------------- | ------------- | ------------- | ------------- | ------------- | ------------- | ------------- | ------------- | ------------- |
| Джерело: Weatherbase    |               |               |               |               |               |               |               |               |               |               |               |               |               |